# سلطه‌پذیر مؤنث

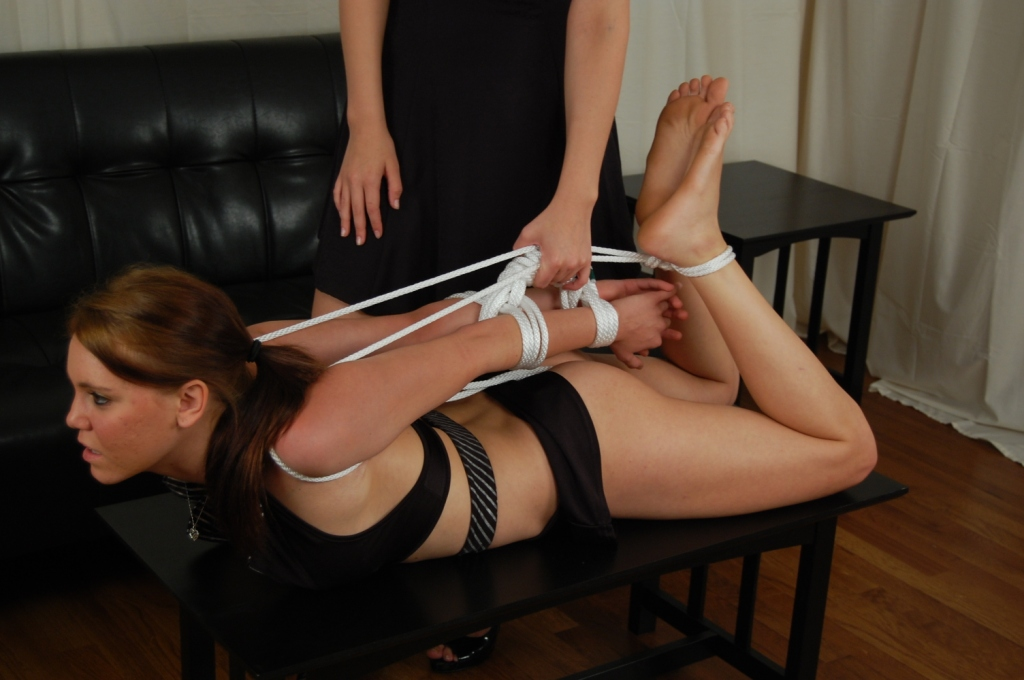
زن ساب در بند

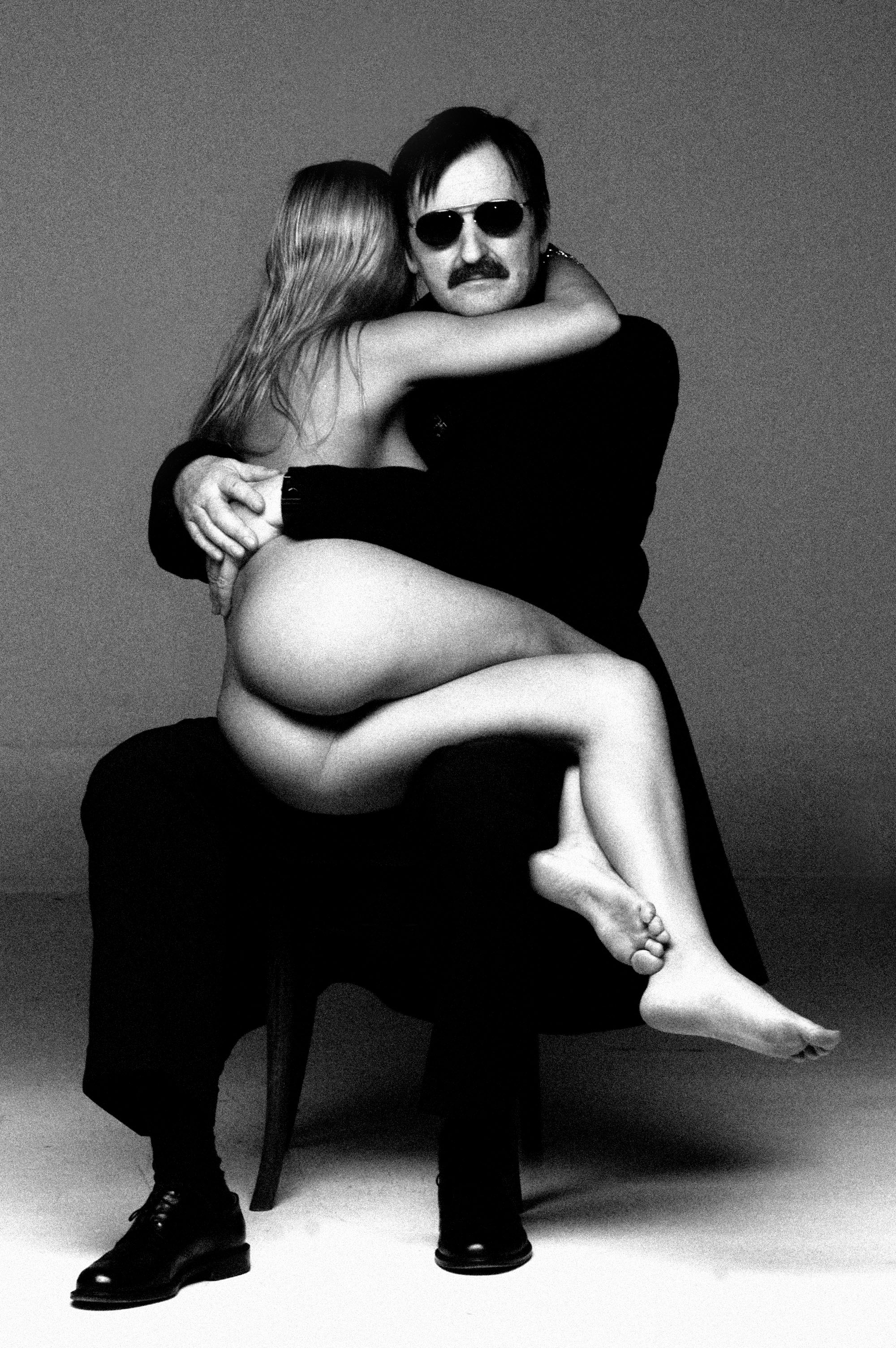
تصویر هنری از یک مرد غالب که زن برهنه مطیعی را در آغوش گرفته

سلطه‌پذیر مؤنث فعالیت یا روابطی را توصیف می‌کند که در آن جنسیت زن گرایش به سلطه‌پذیری برابر شریک جنسی خود را دارد. ارائه می‌تواند داوطلبانه و برپایه رضایت باشد، مانند آنچه در روابط بی‌دی‌اس‌ام شکل می‌گیرد. شریک غالب معمولاً یک مرد است، اما می‌تواند یک زن دیگر نیز باشد یا ممکن است چندین شریک غالب به‌طور همزمان وجود داشته باشند. زن مطیع ممکن است لذت جنسی یا رضایت عاطفی را در از دست دادن کنترل و اختیاراتش در درجات مختلف، به یک شریک غالب مورد اعتماد، تجربه کند.

## بر پایه جنسیت
یک مطالعه در سال ۱۹۸۵ نشان می‌دهد که حدود ۳۰٪ از شرکت کنندگان در فعالیتهای بی دی اس ام زن هستند. یک مطالعه دیگر در سال ۱۹۹۵ نشان داد که ۸۹٪ از زنان دگرجنسگرا که در بی دی اس ام فعال هستند در عمل بانداج نقش سلطه‌پذیر-گیرنده را برعهده می‌گیرند، همچنین ترجیح می‌دهند تا نقششان را برای یک مرد غالب انجام دهند، علاوه بر این ۷۱٪ از مردان دگرجنسگرا نقش سلطه‌گر را ترجیح می‌دهند.

## در ادبیات و رسانه
سلطه‌پذیری و سلطه‌گری بر زنان یک موضوع بسیار رایج در ادبیات سنتی است.
اغلب، واقعیتِ جایگاه زن در ازدواج و آسیب‌پذیری و وابستگی اجتماعی وی منعکس می‌شود.

## علت ها
مازوخیسم یک نوع اختلال روانی است. در این نوع اختلال فرد با آسیب رساندن به خود احساس رضایت می کند. البته ممکن است که این آسیب ها روحی یا جسمی باشد. فرد مازوخیست یا آزار طلب برای اینکه به لذت برسد، خود را در موقعیت های خطرناک قرار می دهد. این مسئله دلیل علمی دارد؛ بدن انسان هنگامی که در حال درد کشیدن باشد اندورفین ترشح می کند. اندورفین ضددرد بوده و باعث سرخوشی می شود.  ترشح آن باعث می شود فرد حالتی مانند مصرف مورفین پیدا کند. مبتلایان به مازوخیستم به این حالت سرخوشی اعتیاد پیدا می کنند و با صدمه زدن به خود آن را بارها و بارها تجربه می کنند. این اختلال اگر به موقع درمان نشود، عواقب جبران ناپذیری دارد. بنابراین بهتر است فرد یا اطرافیان او به سرعت برای درمان او اقدام کنند. ازنظر فروید تمایلات جنسی زنان به‌طور غریزی به سمت مازوخیسم یا آزارطلبی جنسی است. این انحراف جنسی به سادگی قابل تشخیص نیست و معمولا فرد مازوخیست بیماری جنسی خود را قبول ندارد و آن را سلیقه‌‌ شخصی می‌نامد.